# Géographie économique
La géographie économique est la branche de la géographie humaine qui étudie la répartition spatiale et la localisation des activités économiques.
La modélisation économique liée à la géographie économique est l'économie géographique, ou économie des territoires.

## Rôle des ressources naturelles
La première clé de la géographie économique est la question des ressources naturelles :
- l'accès à l'eau est primordial pour l'agriculture comme la production d'énergie l'est pour l'industrie
- l'agriculture a besoin de terres arables et de pâtures
- l'industrie nécessite matières premières (minerais métalliques, pierre, silice, pétrole, bois, etc.) et énergie fossile
- le tourisme se développe principalement là où il y a un attrait touristique, qu'il soit naturel (plage, montagne, climat, site remarquable, source thermale) ou humain (patrimoine, lieu de mémoire, lieu de pèlerinage)

## Rôle de la population
La deuxième clé de la géographie économique est celle de la localisation par rapport à la population :
- l'activité économique a besoin de main-d'œuvre, et par exemple une main-d’œuvre qualifiée se trouve dans les métropoles, les villes universitaires, les technopôles, une main-d'œuvre ouvrière dans des régions industrielles, une main-d'œuvre à bon marché dans des pays pauvres, une main-d'œuvre docile dans des États dictatoriaux
- l'activité économique a besoin de consommateurs, plus nombreux dans les régions urbanisées, et au pouvoir d'achat plus élevé dans les pays développés
- l'activité économique provoque des nuisances (risques d'accidents, pollution, bruit), et les décideurs, économique comme politiques, peuvent être poussés à éloigner ces activités de l'habitat, sous la pression des citoyens. Dans les pays riches, cette pression pousse les entreprises qui réalisent des produits préjudiciables à la santé des citoyens à délocaliser leurs activités vers les pays pauvres qui n'appliquent pas les droits de la population. Dans certains cas, ces droits sont inexistants dans certains de ces pays. Le droit du consommateur n'existe pas au Maroc. Au Yémen, certains droits ne sont pas accessibles aux femmes comme celui de conduire une voiture ou d'avoir un compte bancaire.
- Avec le développement de l'économie du savoir (ou de la connaissance)  les activités à forte technologie tendent à se développer près des sources de recherche et d'éducation (universités réputées), cf. le cas de la Silicon Valley en Amérique.

## Rôle des communications
La troisième clé de la géographie économique est l'accès aux voies et infrastructures de communication 
- transports de biens et de personnes - terrestres, maritimes ou aériens.
- transports d'informations - poste, télécommunications, internet.

## Les critères d'implantation selon le type d'économie
Dans le système d'économie de marché qui domine le monde actuel, et qui est basé sur la rentabilité, les décideurs économiques pèsent tous ces facteurs pour décider de l'implantation de leurs lieux de production et de commercialisation. Et les contraintes géographiques ne sont pas les seules à être prises en compte :
- les décisions de délocalisation s'expliquent par la recherche d'un moindre coût de production, mais c'est la baisse du coût du transport maritime et des droits de douane qui rendent possible la mondialisation de l'économie
- à l'opposé, une entreprise peut choisir de ne pas délocaliser pour garder sa clientèle, en conservant une image d'activité nationale

Dans une économie dirigée comme l'a connue l'ancienne Union soviétique, d'autres critères pouvaient intervenir, en particulier stratégiques (comme d'ailleurs les implantations des industries d'armement partout dans le monde).
C'est bien connu, le temps, c'est de l'argent : ce principe explique la tendance à la concentration (métropolisation) des activités humaines, et au dépeuplement de régions périphériques (les « campagnes profondes » continuent ainsi de perdre des habitants en France, alors qu'elles ne sont souvent qu'à moins de 200 km d'une grande ville).

## Spécialités de la géographie économique
- Géographie agricole
- Géographie industrielle
  - Géographie des mines
  - localisation industrielle
  - Géographie des secteurs industriels
  - Friche industrielle
- Géographie de l'énergie
- Géographie des services
  - Géographie des transports
  - Géographie du tourisme
  - Géographie des télécommunications
  - Géographie des bureaux
- Géographie des entreprises